# Politique en France
 (février 2023).
 (février 2023).

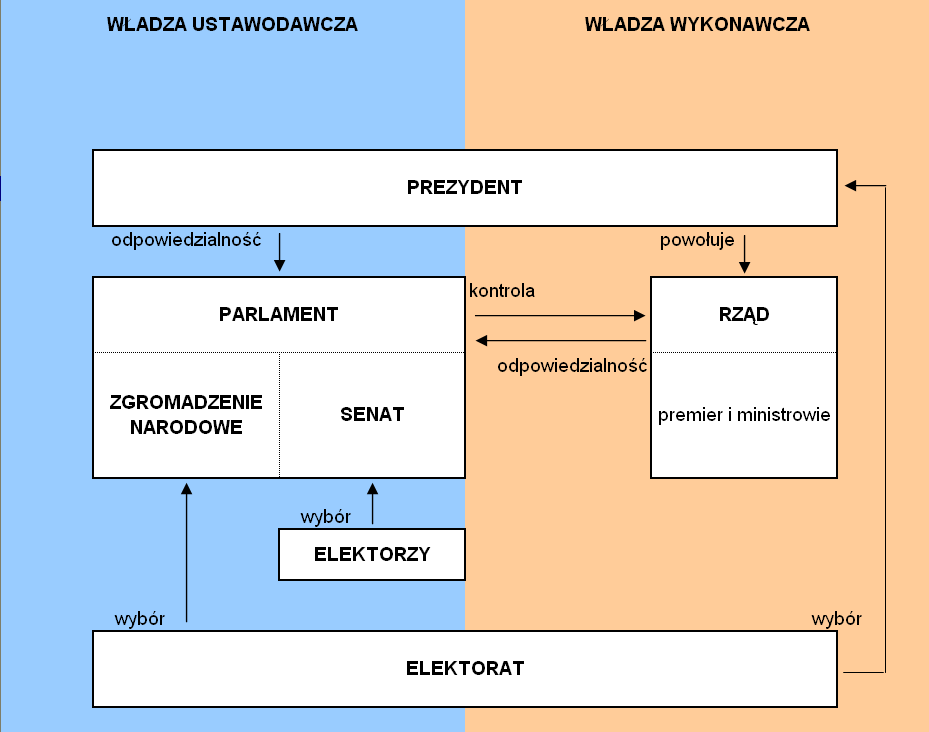
Schéma illustrant le système politique en France.

La politique en France s'exerce aujourd’hui dans le cadre déterminé par la Constitution de la Cinquième République.

## Principes généraux
La France est une République indivisible, laïque, démocratique et sociale, selon les principes inscrits dans l’article 1 de la Constitution de la Ve République de 1958.
La souveraineté nationale appartient au peuple qui l’exerce par ses représentants et par la voie du référendum. Ce principe est affirmé par l’article 3 de la Constitution.

## Institutions
La Constitution française du 4 octobre 1958 est l'actuelle constitution de la France et régit ainsi la Ve République française. Norme juridique suprême du pays, c'est l'une des plus stables qu'il ait connues.
En pleine guerre d'Algérie, elle a été rédigée dans l'objectif affiché de mettre un terme à l'instabilité gouvernementale et au risque de coup d'État militaire ; elle est marquée par le retour d'un exécutif fort. Deux hommes y ont notamment imprimé leurs idées : Michel Debré, inspiré du modèle britannique et de son Premier ministre fort, et le Général de Gaulle, entendant ériger le président de la République en garant des institutions conformément aux principes énoncés dans ses discours de Bayeux, le 16 juin 1946, et d'Épinal, le 29 septembre 1946.
Elle instaure un système politique à géométrie variable selon que l'on est en période de concordance des majorités présidentielle et législative ou, au contraire, de cohabitation. En période de concordance, l'Assemblée nationale, le Premier ministre et son gouvernement ainsi que le président de la République sont du même bord politique : le président de la République exerce une autorité qui limite l'exercice des attributions constitutionnelles du Premier ministre. À l'inverse, en période de cohabitation, la lettre de la Constitution est mieux respectée.
Son préambule renvoie à deux textes fondamentaux  la Déclaration des droits de l'homme et du citoyen du 26 août 1789 et le Préambule de la Constitution du 27 octobre 1946 (la Charte de l'environnement de 2004 leur a, par la suite, été jointe). Ces textes ainsi que les principes fondamentaux reconnus par les lois de la République forment ce qu'il est convenu d'appeler le bloc de constitutionnalité.

### Pouvoir exécutif

#### Le Président de la République
Le président de la République française exerce la plus haute fonction du pouvoir exécutif de la République française. 
Depuis 1962, le président de la République est élu au suffrage universel direct. Il s'agit de la fonction politique la plus prestigieuse en France, de par l'ordre protocolaire, mais aussi en tant qu'incarnation de l'autorité de l'État. Le président est le chef de l'État en France, le chef des armées, le coprince d'Andorre, chanoine d'honneur de la basilique Saint-Jean-de-Latran. Il est garant de la constitution de la Ve République.
Le président de la République a un poids prépondérant au sein de l'exécutif. Il a un rôle déterminant en politique étrangère et oriente en général la politique du gouvernement. Le Président de la République nomme un Premier Ministre, et sur proposition de ce dernier, les autres membres du gouvernement. Il préside le Conseil des ministres où il signe les décrets et les ordonnances et promulgue les lois.
Les autres fonctions, attributions et modes de nomination ont beaucoup évolué dans le temps selon les régimes, mais aussi en fonction des circonstances et des hommes appelés à remplir cette charge. Sous la Ve République, en place depuis 1958, son pouvoir est bien plus étendu que sous les IIIe et IVe républiques, à l'instar de la IIe République. Le mandat du président de la République était de sept années de 1873 à 2002, il est depuis lors de cinq années.

#### Gouvernement
Le gouvernement de la République française sous la Cinquième République constitue la seconde tête d'un pouvoir exécutif bicéphale. Il détermine et conduit la politique de la France, selon l’article 20, alinéa 1, de la Constitution de 1958, mais en réalité, c'est le Président de la République, qui, en dehors des périodes de cohabitation, assure ce rôle.
Le gouvernement est nommé par le président de la République et est placé sous l'autorité politique du Premier ministre, qui est le chef du gouvernement.

### Pouvoir législatif
Le Parlement français exerce une grande partie du pouvoir législatif et peut en partie contrôler l’activité gouvernementale, selon la Constitution du 4 octobre 1958. En outre, il évalue les politiques publiques. Il est  bicaméral, c'est-à-dire composé de deux chambres.
Avant 1962, le Parlement était le détenteur unique de la souveraineté populaire. Depuis cette date, le pouvoir est partagé entre le Parlement et le chef de l'État, choisi lors de l’élection présidentielle au suffrage universel.[réf. nécessaire]
Tout-puissant sous les IIIe et IVe Républiques, il a vu son pouvoir diminuer sous la Ve République. Les évolutions actuelles des institutions françaises tendent à lui redonner quelques nouvelles prérogatives (cf: réforme de 1995 et du 23 juillet 2008). Cependant, la montée en puissance des pouvoirs des institutions européennes tend à limiter son influence, environ 70 % de son activité étant consacrée à la mise en œuvre du droit communautaire.

#### Assemblée nationale
L’Assemblée nationale forme, avec le Sénat, le Parlement de la Cinquième République française. Son rôle principal est de débattre, d’amender et de voter les lois. De plus, cette institution a, contrairement au Sénat, le pouvoir de renverser le gouvernement, ce qui implique que celui-ci ne devrait pas être en désaccord avec elle. Elle siège au palais Bourbon à Paris.
En 2025, l’Assemblée compte 577 membres appelés « députés », élus ou réélus aux élections législatives anticipées de 2024 au suffrage universel direct au scrutin uninominal majoritaire à deux tours pour une durée de cinq ans, qui forment la XVIIe législature, où aucun groupe ne détient la majorité absolue.

#### Sénat
Le Sénat constitue la chambre haute du Parlement français selon le système du bicamérisme et détient le pouvoir législatif avec l'Assemblée nationale. En vertu de l'article 24 de la Constitution de la Ve République, il est le représentant des collectivités territoriales. Il siège au palais du Luxembourg.
Lors du vote d'une loi, en cas de positions divergentes du Sénat et de l'Assemblée nationale, le Premier ministre peut donner le dernier mot à l'Assemblée. Cette dernière ne peut donc légiférer qu'avec l'accord de l'Assemblée ou du Premier ministre, mais jamais seule.
Le Sénat, qui compte 348 sénateurs depuis le renouvellement de 2011, a subi plusieurs réformes de son mode d'élection. Depuis l'adoption de la loi no 2003-697 du 30 juillet 2003, le mandat des sénateurs est de six ans, et le renouvellement s'effectue par moitié, tous les trois ans depuis 2011. Les sénateurs sont élus au suffrage universel indirect, par 150 000 grands électeurs. Le scrutin est soit proportionnel (52 %), soit uninominal à deux tours (48 %) au niveau départemental.
La chambre haute a été dominée par la droite et le centre du début de la Ve République jusqu’à aujourd’hui, la gauche n’ayant détenu la majorité qu’entre 2011 et 2014.

#### Conseil, économique, social et environnemental
Le Conseil économique, social et environnemental) est une assemblée  constitutionnelle française composée de représentants sociaux (patronat, syndicats, associations). En vertu de l'article 69 de la Constitution de la Ve République, le CESE a une fonction consultative, optionnelle ou obligatoire dans le cadre du processus législatif, cette assemblée permet la représentation au niveau national des organisations professionnelles et la communication entre les différents acteurs de l’économie. Son siège est situé au palais d'Iéna à Paris.

### Autorités juridictionnelles

#### Cour de cassation
La Cour de cassation est la juridiction la plus élevée de l'ordre judiciaire français. C'est une juridiction permanente, qui siège au palais de justice de Paris, au 5, quai de l'Horloge. La Cour de cassation comprend six chambres.
Cette Cour prononce la cassation et l'annulation des décisions de justice qui ont été rendues au prix d'une méconnaissance de la loi.
Il n'y a qu'une seule Cour de cassation pour toute la France : elle est, en effet, une cour régulatrice ; son office est de faire en sorte que le droit soit appliqué de la même façon sur l'ensemble du territoire français : « Il y a, pour toute la République, une Cour de cassation ».

#### Conseil d'État
Le Conseil d'État est une institution publique française créée en 1799 par Napoléon Bonaparte, dans le cadre de la constitution de l'an VIII (Consulat), sur l'héritage d'anciennes institutions ayant porté ce nom sous la Monarchie. Il siège au Palais-Royal à Paris depuis 1875.
Dans les institutions de la Cinquième République, son premier rôle est celui de conseiller le gouvernement. À cette fin, le Conseil d'État doit être consulté par le gouvernement pour un certain nombre d'actes, notamment les projets de lois. Son second rôle est celui de plus haute des juridictions de l'ordre administratif.
La présidence du Conseil d'État est assurée par son vice-président. Son assemblée générale peut être présidée par le Premier ministre ou bien le ministre de la Justice, ce qui n'a lieu que de manière exceptionnelle.

### Conseil constitutionnel
Le Conseil constitutionnel est une institution française créée par la Constitution de la Cinquième République du 4 octobre 1958. Il veille à la régularité des élections nationales et référendums. Il se prononce sur la conformité à la Constitution des lois et de certains règlements dont il est saisi. Il intervient également dans certaines circonstances de la vie parlementaire et publique.
Contrairement à d'autres tribunaux compétents en matière constitutionnelle tels que la Cour suprême des États-Unis, le Conseil constitutionnel français ne se situe au sommet d'aucune hiérarchie de tribunaux, ni judiciaires ni administratifs. Ces deux hiérarchies sont dominées respectivement par la Cour de cassation (droit privé) et le Conseil d'État (droit administratif). Ses décisions s'imposent toutefois « aux pouvoirs publics et à toutes les autorités administratives et juridictionnelles ». Le Conseil constitutionnel français a donc une grande autorité sur l'ensemble des institutions françaises, mais cette autorité est limitée au champ du contrôle de constitutionnalité.

### Autorités administratives indépendantes
Il existe dix-sept autorités administratives indépendantes et sept autorités publiques indépendantes.

## Principaux blocs politiques en France

### Depuis le 19 juillet 2024
| Fonction                                       | Extrême gauche à gauche (LFI, PCF et assimilés) | Gauche à centre gauche (PS, EELV, PRG et DVG) | Centre gauche à centre droit (RE, MoDem, PRV et DVC) | Centre droit à droite (LR, UDI, Horizons et DVD) | Droite à extrême droite (RN, REC, DLF, UDR et assimilés) |
| ---------------------------------------------- | ----------------------------------------------- | --------------------------------------------- | ---------------------------------------------------- | ------------------------------------------------ | -------------------------------------------------------- |
| Fonction                                       |                                                 |                                               |                                                      |                                                  |                                                          |
| Président de la République /1                  | –                                               | –                                             | 1                                                    | –                                                | –                                                        |
| Ministres et secrétaires d'État /15            | –                                               | –                                             | 10                                                   | 3                                                | –                                                        |
| Députés /577                                   | 89                                              | 104                                           | 135                                                  | 78                                               | 142                                                      |
| Sénateurs /348                                 | 18                                              | 93                                            | 32                                                   | 201                                              | 4                                                        |
| Députés européens /81                          | 9                                               | 18                                            | 13                                                   | 6                                                | 35                                                       |
| Présidence de conseils régionaux /17           | 1                                               | 8                                             | 2                                                    | 7                                                | –                                                        |
| Conseillers régionaux /1 910                   | 95                                              | 534                                           | 113                                                  | 743                                              | 251                                                      |
| Présidence de conseils départementaux /96      | –                                               | 26                                            | 4                                                    | 65                                               | –                                                        |
| Conseillers départementaux /4 108              | 54                                              | 1 396                                         | 792                                                  | 1 676                                            | 28                                                       |
| Maires des 100 communes les plus peuplées /100 | 5                                               | 40                                            | 3                                                    | 50                                               | 2                                                        |
| Conseillers municipaux /222 818                | 1 503                                           | 30 854                                        | 14 183                                               | 38 016                                           | 984                                                      |

#### Représentation à l'Assemblée nationale
|  |         | Groupe                                           | Partis                                                           | Membres |
|  | ------- | ------------------------------------------------ | ---------------------------------------------------------------- | ------- |
|  | RN      | Rassemblement national                           | RN, Identité Libertés (IDL) - 2 membres apparentés               | 124     |
|  | EPR     | Ensemble pour la République                      | Agir, GNC, REN, TdP, Tapura H.                                   | 93      |
|  | LFI-NFP | La France insoumise - Nouveau Front populaire    | LFI, Péyi-A, POI, RÉ974, REV                                     | 71      |
|  | SOC     | Socialistes et apparentés                        | EH Bai, PP, PPDG, PS                                             | 66      |
|  | DR      | Droite républicaine                              | LR                                                               | 47      |
|  | ÉCO     | Écologiste et social                             | G.s, GÉ, LAP, LÉ, PDeb                                           | 38      |
|  | DEM     | Les Démocrates                                   | MoDem, REN, RSM                                                  | 36      |
|  | HOR     | Horizons et indépendants                         | Horizons, CCB, LC, LR, REN                                       | 34      |
|  | LIOT    | Libertés, indépendants, outre-mer et territoires | AD, AHIP, FaC, La Conv., LR, PNC, PRV, PS, REN, UDB, UDI, Utiles | 23      |
|  | GDR     | Gauche démocrate et républicaine                 | FLNKS-UC, GRS, MDES, PCF, Péyi-A, PLD, PLR, Progrès, Tavini      | 17      |
|  | UDR     | UDR                                              | UDR                                                              | 16      |
|  | NI      | Non-inscrits                                     | LR, PS, REN, RN                                                  | 10      |

#### Représentation au Sénat
|  |               | Groupe                                                                       | Partis                                       | Membres |
|  | ------------- | ---------------------------------------------------------------------------- | -------------------------------------------- | ------- |
|  | LR            | Les Républicains                                                             | LR, SL, OLF, NF, ASFE, LFA, RSM, SBA, LRass. | 132     |
|  | SER           | Socialiste, écologiste et républicain                                        | PS, La Conv., LME, PP                        | 64      |
|  | UC            | Union centriste                                                              | UDI, LC, AC, MoDem, PRV, HOR, TH, FaC        | 57      |
|  | RDPI          | Rassemblement des démocrates, progressistes et indépendants                  | REN, TH, GR, GUSR, NFG, NÉM, ION, UDI        | 22      |
|  | LIRT          | Les Indépendants – République et territoires                                 | Horizons, Agir, PRV, LR-SL                   | 19      |
|  | CRCE - Kanaky | Communiste, républicain, citoyen et écologiste - Kanaky                      | PCF, PLR, UC                                 | 18      |
|  | RDSE          | Rassemblement démocratique et social européen                                | PRV, PS, PRG, LR, LFD13, CSA                 | 16      |
|  | EST           | Écologiste, solidarité et territoires                                        | LÉ, T44                                      | 16      |
|  | RASNAG        | Réunion administrative des sénateurs ne figurant sur la liste d'aucun groupe | RN                                           | 4       |

#### Représentation au Parlement européen
| Groupe au Parlement européen | Groupe au Parlement européen                              | Parti au niveau européen                                   | Parti national                       | Sigle | Nombre de sièges |
| ---------------------------- | --------------------------------------------------------- | ---------------------------------------------------------- | ------------------------------------ | ----- | ---------------- |
|                              | Patriotes pour l'Europe (PfE)                             | Patriotes.eu                                               | Rassemblement national               | RN    | 30               |
|                              | Renew Europe                                              | -                                                          | Renaissance                          | REN   | 5                |
|                              | Renew Europe                                              | Parti démocrate européen                                   | Mouvement démocrate                  | MoDem | 3                |
|                              | Renew Europe                                              | -                                                          | Horizons                             | HOR   | 2                |
|                              | Renew Europe                                              | Parti démocrate européen                                   | Italia Viva                          | IV    | 1                |
|                              | Renew Europe                                              | Alliance des libéraux et démocrates                        | Union des démocrates et indépendants | UDI   | 1                |
|                              | Renew Europe                                              | -                                                          | Divers centre                        | DVC   | 1                |
|                              | Alliance progressiste des socialistes et démocrates (S&D) | Parti socialiste européen                                  | Parti socialiste                     | PS    | 10               |
|                              | Alliance progressiste des socialistes et démocrates (S&D) | -                                                          | Place publique                       | PP    | 3                |
|                              | La Gauche (GUE/NGL)                                       | Maintenant le peuple / Parti de la gauche européenne (ob.) | La France insoumise                  | LFI   | 9                |
|                              | Groupe du Parti populaire européen (PPE)                  | Parti populaire européen                                   | Les Républicains                     | LR    | 6                |
|                              | Verts/Alliance libre européenne (Verts/ALE)               | Parti vert européen                                        | Les Écologistes                      | LÉ    | 5                |
|                              | Conservateurs et réformistes européens (CRE)              | -                                                          | Identité-Libertés                    | IDL   | 4                |
|                              | Conservateurs et réformistes européens (CRE)              | -                                                          | Identité-Libertés                    | IDL   | 4                |
|                              | L'Europe des nations souveraines (ENS)                    | -                                                          | Reconquête                           | REC   | 1                |

### Depuis le 5 septembre 2024
| Fonction                                      | Extrême gauche à gauche (LFI, PCF et assimilés) | Gauche à centre gauche (PS, EELV, PRG et DVG) | Centre gauche à centre droit (RE, MoDem, PRV et DVC) | Centre droit à droite (LR, UDI, Horizons et DVD) | Droite à extrême droite (RN, REC, UDR et assimilés) |
| --------------------------------------------- | ----------------------------------------------- | --------------------------------------------- | ---------------------------------------------------- | ------------------------------------------------ | --------------------------------------------------- |
| Fonction                                      |                                                 |                                               |                                                      |                                                  |                                                     |
| Président de la République /1                 | –                                               | –                                             | 1                                                    | –                                                | –                                                   |
| Ministres et secrétaires d'État /40           | –                                               | 1                                             | 16                                                   | 22                                               | –                                                   |
| Députés /577                                  | 89                                              | 104                                           | 135                                                  | 78                                               | 142                                                 |
| Sénateurs /348                                | 18                                              | 93                                            | 32                                                   | 201                                              | 4                                                   |
| Députés européens /81                         | 9                                               | 18                                            | 10                                                   | 9                                                | 35                                                  |
| Présidence de conseils régionaux /17          | 1                                               | 8                                             | 2                                                    | 7                                                | –                                                   |
| Conseillers régionaux /1 910                  | 95                                              | 534                                           | 113                                                  | 743                                              | 251                                                 |
| Présidence de conseils départementaux /96     | –                                               | 26                                            | 4                                                    | 65                                               | –                                                   |
| Conseillers départementaux /4 108             | 54                                              | 1 396                                         | 792                                                  | 1 676                                            | 28                                                  |
| Maires de 100 communes les plus peuplées /100 | 5                                               | 40                                            | 3                                                    | 50                                               | 2                                                   |
| Conseillers municipaux /222 818               | 1 503                                           | 30 854                                        | 14 183                                               | 38 016                                           | 984                                                 |

#### Représentation à l'Assemblée nationale
|  |         | Groupe                                           | Partis                                                           | Membres |
|  | ------- | ------------------------------------------------ | ---------------------------------------------------------------- | ------- |
|  | RN      | Rassemblement national                           | RN                                                               | 126     |
|  | EPR     | Ensemble pour la République                      | Agir, GNC, REN, TdP, Tapura H.                                   | 96      |
|  | LFI-NFP | La France insoumise - Nouveau Front populaire    | LFI, Péyi-A, POI, RÉ974, REV                                     | 72      |
|  | SOC     | Socialistes et apparentés                        | EH Bai, PP, PPDG, PS                                             | 66      |
|  | DR      | Droite républicaine                              | LR                                                               | 47      |
|  | ÉCO     | Écologiste et social                             | G.s, GÉ, LAP, LÉ, PDeb                                           | 38      |
|  | DEM     | Les Démocrates                                   | MoDem, REN, RSM                                                  | 36      |
|  | HOR     | Horizons et indépendants                         | Horizons, CCB, LC, LR, REN                                       | 33      |
|  | LIOT    | Libertés, indépendants, outre-mer et territoires | AD, AHIP, FaC, La Conv., LR, PNC, PRV, PS, REN, UDB, UDI, Utiles | 22      |
|  | GDR     | Gauche démocrate et républicaine                 | FLNKS-UC, GRS, MDES, PCF, Péyi-A, PLD, PLR, Progrès, Tavini      | 17      |
|  | UDR     | UDR                                              | UDR, LR                                                          | 16      |
|  | NI      | Non-inscrits                                     | LR, PS, REN, RN                                                  | 8       |

#### Représentation au Sénat
|  |               | Groupe                                                                       | Partis                                       | Membres |
|  | ------------- | ---------------------------------------------------------------------------- | -------------------------------------------- | ------- |
|  | LR            | Les Républicains                                                             | LR, SL, OLF, NF, ASFE, LFA, RSM, SBA, LRass. | 132     |
|  | SER           | Socialiste, écologiste et républicain                                        | PS, La Conv., LME, PP                        | 64      |
|  | UC            | Union centriste                                                              | UDI, LC, AC, MoDem, PRV, HOR, TH, FaC        | 57      |
|  | RDPI          | Rassemblement des démocrates, progressistes et indépendants                  | REN, TH, GR, GUSR, NFG, NÉM, ION, UDI        | 22      |
|  | LIRT          | Les Indépendants – République et territoires                                 | Horizons, Agir, PRV, LR-SL                   | 19      |
|  | CRCE - Kanaky | Communiste, républicain, citoyen et écologiste - Kanaky                      | PCF, PLR, UC                                 | 18      |
|  | RDSE          | Rassemblement démocratique et social européen                                | PRV, PS, PRG, LR, LFD13, CSA                 | 16      |
|  | EST           | Écologiste, solidarité et territoires                                        | LÉ, T44                                      | 16      |
|  | RASNAG        | Réunion administrative des sénateurs ne figurant sur la liste d'aucun groupe | RN                                           | 4       |

#### Représentation au Parlement européen
| Groupe au Parlement européen | Groupe au Parlement européen                              | Parti au niveau européen                                   | Parti national                       | Sigle | Nombre de sièges |
| ---------------------------- | --------------------------------------------------------- | ---------------------------------------------------------- | ------------------------------------ | ----- | ---------------- |
|                              | Patriotes pour l'Europe (PfE)                             | Parti Identité et démocratie                               | Rassemblement national               | RN    | 30               |
|                              | Renew Europe                                              | -                                                          | Renaissance                          | REN   | 5                |
|                              | Renew Europe                                              | Parti démocrate européen                                   | Mouvement démocrate                  | MoDem | 3                |
|                              | Renew Europe                                              | -                                                          | Horizons                             | HOR   | 2                |
|                              | Renew Europe                                              | Parti démocrate européen                                   | Italia Viva                          | IV    | 1                |
|                              | Renew Europe                                              | Alliance des libéraux et démocrates                        | Union des démocrates et indépendants | UDI   | 1                |
|                              | Renew Europe                                              | -                                                          | Divers centre                        | DVC   | 1                |
|                              | Alliance progressiste des socialistes et démocrates (S&D) | Parti socialiste européen                                  | Parti socialiste                     | PS    | 10               |
|                              | Alliance progressiste des socialistes et démocrates (S&D) | -                                                          | Place publique                       | PP    | 3                |
|                              | La Gauche (GUE/NGL)                                       | Maintenant le peuple / Parti de la gauche européenne (ob.) | La France insoumise                  | LFI   | 9                |
|                              | Groupe du Parti populaire européen (PPE)                  | Parti populaire européen                                   | Les Républicains                     | LR    | 6                |
|                              | Verts/Alliance libre européenne (Verts/ALE)               | Parti vert européen                                        | Les Écologistes                      | LÉ    | 5                |
|                              | Conservateurs et réformistes européens (CRE)              | -                                                          | La France fière                      | LFF   | 3                |
|                              | Conservateurs et réformistes européens (CRE)              | -                                                          | Mouvement conservateur               | MC    | 1                |
|                              | L'Europe des nations souveraines (ENS)                    | -                                                          | Reconquête                           | REC   | 1                |

## Principaux partis politiques actuels

### Gauche radicale et extrême gauche
- La France insoumise : parti de gauche radicale fondé en 2016 par Jean-Luc Mélenchon en vue des scrutins de 2017, se réclamant notamment de l'écosocialisme[10],[11],[12], du socialisme démocratique[12], de l'antilibéralisme[13],[14] et de l'altermondialisme[15]. Au premier tour de l'élection présidentielle de 2022, Mélenchon arrive largement en tête de la gauche avec près de 22 % des voix. Depuis les législatives de 2024, le groupe La France insoumise - Nouveau Front Populaire compte 72 députés.
- Parti communiste français : après avoir connu son heure de gloire après la Seconde Guerre mondiale, il est depuis 1981 en nette perte de vitesse. Sa candidate au premier tour de l'élection présidentielle de 2007, Marie-George Buffet, a obtenu 1,93 % des voix. Lors de l'élection présidentielle de 2012, le PCF ne propose pas, pour la première fois depuis 1974, de propre candidat mais apporte son soutien à la candidature de Jean-Luc Mélenchon. Le PCF, plus ancien parti de la gauche parlementaire, a toujours été un allié fidèle du Parti socialiste depuis 1974, année au cours de laquelle l'Union de la gauche a été formée à l'initiative des dirigeants socialiste, communistes et radicaux de gauche de l'époque. Disposant de plusieurs fiefs électoraux très localisés, le PCF est le troisième parti de l'Assemblée nationale en effectifs, où ses députés siègent aux côtés des verts au sein du groupe politique de la Gauche démocrate et républicaine, tandis que ses sénateurs siègent avec ceux du Parti de gauche au sein du groupe communiste, républicain, citoyen et des sénateurs du Parti de gauche. Le PCF a dirigé les conseils généraux du Val-de-Marne et de l'Allier (jusqu'en 2015) avec l'appui du PS.
- Lutte ouvrière : nom sous lequel se présente l'Union Communiste Internationaliste (UCI). L'UCI est un parti trotskiste issu d'une scission de la IVe Internationale datant de 1939. Sa porte-parole, Arlette Laguiller, a recueilli 1,34 % des voix à l'élection présidentielle de 2007. Sa successeuse, Nathalie Arthaud, recueille 0,56% des suffrages exprimés en 2012 et 0,64% en 2017.
- Nouveau Parti anticapitaliste (NPA) : parti anticapitaliste affilié à la IVe Internationale. Certains de leurs anciens militants, dont Alain Krivine, ont été exclus en janvier 1966 du PCF[16] pour leur opposition radicale au stalinisme. Son porte-parole, Olivier Besancenot, a recueilli 4,08 % des voix à l'élection présidentielle de 2007. Après lui, Philippe Poutou fit de moins bons résultats : 1,15% en 2012 et 1,09% en 2017.
- Parti ouvrier indépendant (POI) : parti anticapitaliste et eurosceptique, issu en grande partie du Parti des travailleurs. Le candidat soutenu par le PT, Gérard Schivardi, a recueilli 0,34 % des voix à l'élection présidentielle de 2007.

### Gauche
- Parti socialiste : héritier de la SFIO, ce parti en son état actuel est recréé par Alain Savary et rassemblé par François Mitterrand. Il se réclame de la voie progressiste et social-démocrate. Ses congrès organisent le rapport de force idéologique des courants en son sein et désigne son premier secrétaire (Olivier Faure actuellement). Il est un des deux ou trois grands partis depuis 1958 et jusqu'en 2017, remportant plusieurs présidentielles et des législatives. Les candidatures de François Mitterrand (1965 soutenu par la SFIO, 1974, 1981, 1988) permettent toutes une présence au second tour, et deux victoires suivies de dissolutions donnant une majorité au moins relative au PS à l'assemblée. En 1969, en revanche, et en 2002 avec Lionel Jospin, le candidat socialiste est éliminé au premier tour.  En 2007, la candidate à l'élection présidentielle  fut Ségolène Royal (25,87 %) des voix, perdant au second tour avec 46,94 % des voix, contre le candidat UMP Nicolas Sarkozy. Lors de l'élection présidentielle 2012, François Hollande est élu président de la République française avec 51,64 % des suffrages contre le candidat UMP Nicolas Sarkozy qui rassemble 48,36 % des suffrages ; le Parti socialiste obtient la majorité absolue à l'Assemblée nationale. La République en marche est la première force politique du pays, détenant les groupes parlementaires les plus importants en effectifs à l'Assemblée nationale (mais Les Républicains détiennent encore le Sénat). Mais les Républicains (et encore un peu le PS) sont également bien implantés dans les collectivités territoriales, dirigeant actuellement 20 conseils régionaux sur 22 en France métropolitaine et une majorité de conseils généraux avec le soutien des autres partis de gauche parlementaire. Depuis 2015, la gauche gère 5 régions (Nouvelle-Aquitaine, Occitanie, Bourgogne-Franche-Comté, Bretagne et Centre Val-de-Loire). Après la présidence de François Hollande le parti socialiste, sur le plan national se divise (les candidats à la primaire les mieux placés finissent par le quitter) et s'affaiblit. Aux élections de 2017, le candidat socialiste finit 5e avec 6,3 % et n'a plus que 29 députés. Malgré des élections locales qui maintiennent quelques bastions, en 2022, la candidate à la présidentielle est 10e avec 1,7 %.
- Parti radical de gauche : mouvement issu de la scission en 1971 du Parti radical-socialiste, parti politique dominant durant la majeure partie de la Troisième République. Très faible électoralement parlant, le PRG doit compter sur ses alliances avec le Parti socialiste pour conserver quelques sièges à l'Assemblée nationale et dans les parlements locaux des collectivités territoriales. Il demeure relativement bien implanté en Corse et surtout en Midi-Pyrénées, où il dirige respectivement les conseils généraux de la Haute-Corse et de Tarn-et-Garonne. Les sénateurs du PRG siègent au sein du groupe RDSE, tandis que ses députés sont membres du groupe RRDP. Il fusionne en 2018 avec le Parti républicain, radical et radical-socialiste pour former le Mouvement radical, social et libéral.
- Europe Écologie Les Verts : principal groupement écologiste. Sa candidate à l'élection présidentielle de 2007 fut Dominique Voynet, qui recueillit 1,57 % des voix au premier tour. Souvent alliés aux autres partis de la gauche parlementaire, ils ne peuvent compter sur aucun fief électoral régulier, leurs électeurs étant équitablement répartis sur l'ensemble du territoire. Si les verts n'ont jusqu'à présent eu qu'un succès très limité aux élections présidentielle et législatives, ils recueillent généralement de bons résultats lors des élections régionales (12,18 % en 2010) et des élections européennes (16,28 % en 2009), ainsi que dans plusieurs grandes villes lors des élections municipales. Ses députés siègent au sein du groupe écologiste tandis que ses sénateurs sont membres du groupe écologiste.
- Mouvement républicain et citoyen : Fusion du Mouvement des citoyens, scission du Parti socialiste, et du Pôle républicain, qui a soutenu l'élection de Jean-Pierre Chevènement au cours de l'élection présidentielle de 2002, ce parti est un ensemble de tendances se réclamant du républicanisme de gauche. Le MRC a toujours été un parti « marginal » au niveau national, et il doit compter, comme le PRG, sur ses alliances avec le Parti socialiste pour conserver quelques mandats au parlement et dans les collectivités territoriales. Ses députés sont membres du groupe RRDP à l'Assemblée nationale, tandis que son sénateur, M. Chevènement, siège au sein du groupe RDSE.

### Centre
- Renaissance  : Créé en 2016 d'abord sous le nom "La République En Marche" (LREM) par Emmanuel Macron à l'occasion des élections présidentielles de 2017. Emmanuel Macron, candidat de LREM, remporte les élections présidentielles de 2017 et devient ainsi le 25e président de la République en battant Marine Le Pen lors du second tour avec 66,10 % contre 33,90 % pour Marine Le Pen. Il est réélu en 2022 face à la même candidate qu'en 2017 en obtenant 58,55% des voix. LREM change de nom en 2021 et devient Renaissance.

- Mouvement démocrate (ou MoDem) : issu principalement de l'Union pour la démocratie française, ce mouvement indépendant se réclamant du centrisme a été créé par François Bayrou à la suite de l'élection présidentielle de 2007. Se voulant en dehors du clivage gauche/droite, il n'émet généralement aucune préférence quant aux alliances électorales, se tournant, si nécessaire, aussi bien vers le PS que vers l'UMP en vue des élections municipales et cantonales de 2008. Le MoDem s'allie en 2017 avec La République en marche lors des élections législatives à la suite du renoncement la candidature de François Bayrou à l'Élection présidentielle française de 2017.
- Union des démocrates et indépendants : confédération de centre-droit créée en 2012, comprend notamment :
  - La Gauche moderne : créée en 2007 par Jean-Marie Bockel, ex-membre du Parti socialiste, pour soutenir l'action de Nicolas Sarkozy peu après son élection en tant que président de la République. Se réclamant du social-libéralisme, ce parti se veut un allié loyal mais distinct de l'UMP.
  - Le Nouveau Centre : créé par des parlementaires, ex-membres de l'UDF, qui ont appelé à voter Nicolas Sarkozy lors de l'entre deux tours de l'élection présidentielle de 2007. Contrairement au Mouvement démocrate, le Nouveau centre se réclame comme une composante à part entière de la majorité présidentielle de Nicolas Sarkozy, rejetant toute idée d'alliance avec la gauche pour demeurer un allié et un soutien loyal de l'UMP. Marginal électoralement parlant (2 % des voix lors des élections législatives de 2007), il ne doit la formation de son groupe parlementaire à l'Assemblée nationale qu'à ses alliances avec l'UMP. Il se renforce en accueillant des déçus du Modem, comme Jean-Marie Cavada, ou de l'UMP, comme Hervé de Charette.
  - Parti radical : le plus ancien parti politique français, créé en 1901, présidé actuellement par Laurent Hénart. Parti d'inspiration républicaine, laïque et sociale, il a été un mouvement associé à l'UMP de 2002 à 2012, avant de reprendre son indépendance. Il rejoint le Parti radical de gauche pour former en 2017 le Mouvement radical.

### Droite
- Les Républicains : créé en mai 2015 lors d'un congrès fondateur. Il est le successeur de l'UMP qui était une fusion du parti gaulliste du Rassemblement pour la République et de Démocratie libérale, ainsi que de plusieurs ex-membres de l'UDF ayant soutenu Jacques Chirac lors de la campagne présidentielle de 2002, l'UMP était le premier grand parti fédérant l'essentiel des forces des droites françaises. Son ancien président, Nicolas Sarkozy, a été président de la République, après avoir remporté le second tour (53,06 % des voix) de l'élection présidentielle de 2007.En 2012 il perd l'élection présidentielle face à François Hollande et l'UMP perd aussi les législatives et donc devient la première force d'opposition du pays. Nicolas Sarkozy, alors président de l'UMP décide de renommer le parti et changer les statuts de ce dernier. François Fillon est désigné candidat du parti lors de la Primaire française de la droite et du centre de 2016. Il récolte 20,01% à l'élection présidentielle de 2017 et échoue à se maintenir au second tour. En 2021n Valérie Pécresse est élu lors du congrès des Républicains pour représenter LR lors de l'élection présidentielle de 2022. Elle ne récolte que 5% au premier tour ce qui représente le score le plus faible de la droite aux élections présidentielles sous la 5e république.

### Droite radicale et extrême droite
- Rassemblement national (RN), ex-Front National (FN) : Parti nationaliste et populiste, classé à l'extrême droite de l'échiquier politique, fondé en 1972 par Jean-Marie Le Pen qui l'a dirigé jusqu'en 2011. Marginal avant le milieu des années 1980, le FN devient un acteur incontournable de la vie politique française à partir de 1984, année au cours de laquelle il réalise sa première grosse percée électorale lors des élections européennes, rassemblant près de 11 % des suffrages exprimés et plus de 2 millions d'électeurs. Les consultations nationales des années suivantes donneront au FN des résultats allant de 9 à environ 15 % des suffrages exprimés. Lors des élections législatives de 1986, le FN gagne 35 sièges à l'Assemblée nationale, profitant de l'instauration de la représentation proportionnelle. Le retour au scrutin uninominal majoritaire à deux tours pour les élections législatives et son isolement politique le laisseront ensuite continuellement aux portes du Parlement malgré des résultats en forte et constante progression en pourcentage de voix. Lors de l'élection présidentielle française de 2002, Jean-Marie Le Pen a créé la surprise en se qualifiant pour le second tour, où il sera battu par Jacques Chirac, réélu avec plus de 82 % des suffrages exprimés. Les scores du FN resteront cependant assez élevés par la suite (notamment lors des élections régionales de 2004) jusqu'en 2007, année au cours de laquelle Le Pen subit un recul important lors du premier tour de l'élection présidentielle (10,4 % des suffrages exprimés), tandis que le FN fera ensuite face à une véritable déroute électorale lors des élections législatives, rassemblant à peine plus de 4 % des suffrages exprimés au niveau national. Il pèse depuis un peu plus de 14 % des voix au niveau national et 17,9 % des voix à l'élection présidentielle de 2012. Le score de Marine Le Pen (21,30%) lui permet d'accéder au second tour de l'élection présidentielle française de 2016, battue par la suite par Emmanuel Macron (33,90% des suffrages exprimés en faveur de Marine Le Pen).
- Reconquête, créé en 2021 et actuellement dirigé par Éric Zemmour.

## Élections

### Élection présidentielle
- 1958 : Charles de Gaulle remporte l'élection, au scrutin universel indirect.
- 1965 : Charles de Gaulle remporte l'élection.
- 1969 : Georges Pompidou remporte l'élection, à la suite de la démission de Charles de Gaulle.
- 1974 : Valéry Giscard d'Estaing remporte l'élection, à la suite du décès de Georges Pompidou.
- 1981 : François Mitterrand remporte l'élection.
- 1988 : François Mitterrand est réélu.
- 1995 : Jacques Chirac remporte l'élection.
- 2002 : Jacques Chirac est réélu.
- 2007 : Nicolas Sarkozy remporte l'élection.
- 2012 : François Hollande remporte l'élection.
- 2017 : Emmanuel Macron remporte l'élection.
- 2022 : Emmanuel Macron est réélu.

### Autres élections
- Élections régionales
- Élections départementales
- Élections municipales
- Élections européennes
- Élections sénatoriales
- Élections consulaires
- Élections territoriales
- Referendum

## Politiques publiques

### Politique étrangère
Le 27 février 2023, le président français Emmanuel Macron annonce que les effectifs militaires français en Afrique seront visiblement réduits à l'avenir. Il déclare également un nouveau modèle de partenariat impliquant une plus grande participation des Africains, qui permettra leur montée en puissance.

### Politique culturelle
La France a une longue tradition de politiques culturelles. Dès le XVIe siècle, François Ier impose le français comme langue officielle. 
Dans la période contemporaine, la politique culturelle est marquée par la création en 1959 du ministre de la Culture.

### Politique économique

#### Politiques industrielles
En France, la politique industrielle commence au XVIIe siècle avec la création des manufactures royales comme la manufacture des Gobelins ou la manufacture royale de glaces de miroirs.

### Politique de la ville
Initiée dans les années 1980, la politique de la ville est une spécificité française qui conjugue des aspects sociaux, économiques, culturels et urbains visant à revaloriser les quartiers sensibles et réduire les inégalités territoriales.

### Politiques environnementales

#### Climat
La politique climatique de la France vise conjointement deux objectifs : l'atténuation du changement climatique et l'adaptation au changement climatique afin d'atteindre les objectifs fixés dans l'Accord de Paris (2015), à savoir le maintien de l'augmentation de la température moyenne de la planète bien en dessous de 2 °C par rapport aux niveaux préindustriels, et de préférence de limiter l'augmentation à 1,5 °C.

## Place des femmes et sexisme en politique
La vie politique française est largement dominée par les hommes. Dans son rapport de 2022, le Haut Conseil à l'égalité entre les femmes et les hommes souligne qu'en 2021, les femmes sont encore des intruses en politique et que la vie politique française n'a pas encore connu son MeToo. Dans son rapport de 2025 le HCE met en lumière une polarisation sociale autour des enjeux d'égalité de genre notamment dans les médias et les discours politiques .
La vie politique française a été marquée par de nombreuses affaires de violences sexuelles et sexistes. En mai 2011, Dominique Strauss-Kahn, alors pressenti candidat à l'élection présidentielle française de 2012, est arrêté pour agression sexuelle et tentative de viol. Georges Tron, ancien secrétaire d'État et maire de Draveil de 1995 à 2001, a été reconnu coupable de viol et agression sexuelle sur une employée de sa mairie. Denis Baupin a été accusé d'agression sexuelle par 6 femmes non anonymes et 7 femmes anonymes. Il a été condamné pour procédure abusive après avoir intenté un procès en diffamation contre les femmes qui ont témoigné contre lui et les journalistes qui ont publié l'enquête. Damien Abad, ancien chef des députés Les Républicains et ministre dans le premier gouvernement d'Élisabeth Borne a été accusé de viol par deux femmes.